# Inosilicato
Los inosilicatos son una división de minerales de la clase silicatos compuestos por átomos de silicio y oxígeno unidos por enlace covalente, con uniones iónicas con cationes muy diversos, produciendo los distintos minerales que componen esta división.

## Estructura molecular
Los inosilicatos corresponden a la unión de un átomo de silicio con cuatro átomos de oxígeno, conformando un tetraedro, con dos de sus vértices unidos covalentemente a los átomos de silicio de tetraedros vecinos, constituyendo así largas cadenas de tetraedros unidos por vértices, y que pueden ser cadenas simples o dobles. Las cadenas, que se suelen traducir en hábitos cristalinos fibrosos, están unidas entre ellas por enlaces iónicos con iones metálicos como por ejemplo sodio, calcio, hierro, aluminio, potasio, magnesio, etc.

### Inosilicatos de cadena simple
Los de cadena simple o piroxenos, tienen una cadena de tetraedros unidos por un vértice, con fórmula química (SiO32−)n, dando siempre proporciones Si:O de 1:3.

### Inosilicatos de cadena doble
Los de cadena doble o anfíboles, tienen dos cadenas de tetraedros unidas entre sí por vértices, con fórmula química (Si4O116−)n, dando siempre proporciones Si:O de 4:11.
Los tetraedros unidos por el vértice de Si207 permanecen unidos entre sí con enlaces iónicos por medio de cationes intersticiales cuyos tamaños relativos y cargas determinan las estructuras de los compuestos.

## Minerales
| Mineral                           | Fórmula                                  |
| Grupo Piroxeno                    | Cadena sencilla                          |
| --------------------------------- | ---------------------------------------- |
| Serie Enstatita - Ortoferrosilita |                                          |
| Enstatita                         | MgSiO3                                   |
| Ferrosilita                       | FeSiO3                                   |
| Pigeonita                         | Ca0.25(Mg,Fe)1.75Si2O6                   |
| Serie Diópsido - Hedenbergita     |                                          |
| Diópsido                          | CaMgSi2O6                                |
| Hedenbergita                      | CaFeSi2O6                                |
| Augita                            | (Ca,Na)(Mg,Fe,Al)(Si,Al)2O6              |
| Serie Piroxeno de sodio           |                                          |
| Jadeíta                           | NaAlSi2O6                                |
| Egirina                           | NaFeIIISi2O6                             |
| Espodumena                        | LiAlSi2O6                                |
| Piroxferrroíta                    | (Fe,Ca)SiO3                              |
| Grupo Piroxenoide                 | Cadena sencilla                          |
| Wollastonita                      | CaSiO3                                   |
| Rodonita                          | MnSiO3                                   |
| Pectolita                         | NaCa2(Si3O8)(OH)                         |
| Grupo Anfíbol                     | Cadena doble                             |
| Antofilita                        | (Mg,Fe)7Si8O22(OH)2                      |
| Serie Cummingtonita               |                                          |
| Cummingtonita                     | Fe2Mg5Si8O22(OH)2                        |
| Grunerita                         | Fe7Si8O22(OH)2                           |
| Serie Tremolita                   |                                          |
| Tremolita                         | Ca2Mg5Si8O22(OH)2                        |
| Actinolita                        | Ca2(Mg,Fe)5Si8O22(OH)2                   |
| Hornblenda                        | (Ca,Na)2–3(Mg,Fe,Al)5Si6(Al,Si)2O22(OH)2 |
| Serie Anfíbol de sodio            |                                          |
| Glaucofana                        | Na2Mg3Al2Si8O22(OH)2                     |
| Riebeckita                        | Na2FeII3FeIII2Si8O22(OH)2                |
| Arfvedsonita                      | Na3(Fe,Mg)4FeSi8O22(OH)2                 |

## Clasificación de Strunz
Según la 10.ª edición de la clasificación de Strunz, los silicatos se encuadran en la "clase 09" y los inosilicatos constituyen dentro de ella la "división 09.D", con las siguientes diez familias:
- 9.DA Inosilicatos con cadena simple de 2-periodo, Si2O6; familia de los piroxenos
- 9.DB Inosilicatos con cadena simple de 2-periodo, Si2O6; familia relacionada con los piroxenos
- 9.DC Inosilicatos con cadena simple de 2-periodo ramificada; Si2O6 + 2SiO3 Si4O12
- 9.DD Inosilicatos con cadena doble de 2-periodo, Si4O11; Ortoanfíboles
- 9.DE Inosilicatos con cadena doble de 2-periodo, Si4O11; Clinoanfíboles
- 9.DF Inosilicatos con cadena múltiple de 2-periodo
- 9.DG Inosilicatos con cadena simple y múltiple de 3-periodo
- 9.DH Inosilicatos con cadena simple de 4-periodo, Si4O12
- 9.DJ Inosilicatos con cadena doble y triple de 4-periodo
- 9.DK Inosilicatos con cadena simple de 5-periodo
- 9.DL Inosilicatos con cadena doble de 5-periodo, Si10O28
- 9.DM Inosilicatos con cadena simple de 6-periodo
- 9.DN Inosilicatos con cadena doble de 6-periodo
- 9.DO Inosilicatos con cadenas de 7-, 8-, 10-, 12- y 14-periodo
- 9.DP Estructuras de transición ino-filo-silicato
- 9.DQ Estructuras modulares ino-soro-silicato